# دهستان خندان
دهستان خندان نام دهستانی در بخش طارم سفلی شهرستان قزوین، استان قزوین در ایران است. براساس سرشماری مرکز آمار ایران در سال ۱۳۸۵، جمعیت آن ۷،۸۹۲ نفر (۲،۱۶۱ خانوار) بوده‌است.